# Williams FW12
El Williams FW12 es un monoplaza de Fórmula 1 diseñado por Patrick Head para el equipo Williams Racing para la temporada 1988.

## Resultados

### Fórmula 1
(Clave) (negrita indica pole position) (cursiva indica vuelta rápida)

| Año  | Equipo              | Chasis         | Motor           | Neu. | Pilotos              | 1   | 2   | 3   | 4   | 5   | 6   | 7   | 8   | 9   | 10  | 11  | 12  | 13  | 14  | 15  | 16  | Puntos | Pos. |
| ---- | ------------------- | -------------- | --------------- | ---- | -------------------- | --- | --- | --- | --- | --- | --- | --- | --- | --- | --- | --- | --- | --- | --- | --- | --- | ------ | ---- |
| 1988 | Canon Williams Team | Williams FW12  | Judd CV V8 NA   | G    |                      | BRA | SMR | MON | MEX | CAN | USE | FRA | GBR | GER | HUN | BEL | ITA | POR | ESP | JPN | AUS | 20     | 7.º  |
| 1988 | Canon Williams Team | Williams FW12  | Judd CV V8 NA   | G    | Nigel Mansell        | Ret | Ret | Ret | Ret | Ret | Ret | Ret | 2   | Ret | Ret |     |     | Ret | 2   | Ret | Ret | 20     | 7.º  |
| 1988 | Canon Williams Team | Williams FW12  | Judd CV V8 NA   | G    | Martin Brundle       |     |     |     |     |     |     |     |     |     |     | 7   |     |     |     |     |     | 20     | 7.º  |
| 1988 | Canon Williams Team | Williams FW12  | Judd CV V8 NA   | G    | Jean-Louis Schlesser |     |     |     |     |     |     |     |     |     |     |     | 11  |     |     |     |     | 20     | 7.º  |
| 1988 | Canon Williams Team | Williams FW12  | Judd CV V8 NA   | G    | Riccardo Patrese     | Ret | 13  | 6   | Ret | Ret | Ret | Ret | 8   | Ret | 6   | Ret | 7   | Ret | 5   | 6   | 4   | 20     | 7.º  |
| 1989 | Canon Williams Team | Williams FW12C | Renault RS1 V10 | G    |                      | BRA | SMR | MON | MEX | USA | CAN | FRA | GBR | GER | HUN | BEL | ITA | POR | ESP | JPN | AUS | 77*    | 2.º  |
| 1989 | Canon Williams Team | Williams FW12C | Renault RS1 V10 | G    | Thierry Boutsen      | Ret | 4   | 10  | Ret | 6   | 1   | Ret | 10  | Ret | 3   | 4   | 3   |     |     |     |     | 77*    | 2.º  |
| 1989 | Canon Williams Team | Williams FW12C | Renault RS1 V10 | G    | Riccardo Patrese     | 15  | Ret | 15  | 2   | 2   | 2   | 3   | Ret | 4   | Ret | Ret | 4   |     | 5   |     |     | 77*    | 2.º  |

- * 54 puntos obtenidos con el Williams FW12. El resto de los puntos fueron obtenidos con el Williams FW13.